# سلمى صالح
سلمى صالح (2003 - القاهرة، مصر)، هي لاعبة جمباز إيقاعي مصرية وأحد أعضاء الفريق الذي مثل مصر في بطولة إفريقيا للجمباز الإيقاعي في 2016 و2020.

## مسيرتها الرياضية
سلمى هي أحد أعضاء المنتخب الوطني الأول المصري للجمباز، شاركت في منافسات المجموعات لصالح مصر في بطولة أفريقيا للجمباز الإيقاعي الثالثة عشر التي أقيمت خلال الفترة من 28 أغسطس إلى 3 سبتمبر 2016 في ولفس بي، ناميبيا وفازت خلالها بثلاث ميداليات ذهبية في منافسات الطوق والكرة ومنافسات الكرة + الطوق.
خلال الفترة من 10 إلى 15 مارس 2020 في بطولة أفريقيا للجمباز الإيقاعي المقامة في مدينة شرم الشيخ، مصر، وفازت بثلاث ميداليات ذهبية في منافسات الفرق (Group All-around) وفئة 5 كرات (Groups 5 Balls) وفئة 3 أطواق + 2 صولجان (Groups 3 Hoops + 2 Clubs)، وتأهلت المجموعة للمشاركة في أوليمبياد طوكيو 2020.

## المشاركة الأولمبية
| طوكيو 2020 | لجين إسلام بولينا فودة سلمى صالح ملك سليم تيا صبحي | مجموعات | 36.300 | 33.050 | 69.350 | 13 | لم يتأهلن | لم يتأهلن | لم يتأهلن | لم يتأهلن | لم يتأهلن | لم يتأهلن |